# Дорошенко, Николай Петрович
Николай Петрович Дорошенко (укр. Микола Петрович Дорошенко; род. 23 декабря 1958, село старая Оржица, Киевская область) — украинский дипломат. Чрезвычайный и полномочный посол Украины в Кыргызской Республике (2015—2017). Чрезвычайный и полномочный посол Украины в Республике Узбекистан (2020—2025).

## Биография
Родился 23 декабря 1958 года в селе Старая Оржица Киевской области. В 1981 году окончил Киевский государственный педагогический институт им. А. М. Горького, исторический факультет. Кандидат исторических наук, доцент. В 2001 году получил сертификат об участии в программе Гарвардского университета «риски, вызовы и перспективы сотрудничества в Черноморском регионе». В 2002 году получил Диплом Школы управления им. Джона Ф. Кеннеди Гарвардского университета по программе повышения квалификации государственных служащих высокого уровня по вопросам безопасности в Черноморско-Каспийском регионе.
В 1981—1995 годах — на преподавательской и научно-педагогической работе.
В 1995—1997 годах — первый секретарь, заведующий отделом России Министерства иностранных дел Украины.
В 1997—1999 годах — заведующий Отделом стран СНГ, Азии, Африки и стран Латинской Америки управления внешней политики Администрации Президента Украины.
В 1999—2004 годах — заведующий отделом, заместитель руководителя Управления внешнеполитических аспектов национальной безопасности Аппарата Совета национальной безопасности и обороны Украины.
В 2004—2005 годах — советник-посланник Посольства Украины в России.
В 2005—2007 годах — занимался частным бизнесом.
В 2007—2012 годах — проректор по международному сотрудничеству Национального университета Государственной налоговой службы Украины.
В 2012—2015 годах — заместитель директора, директор Первого территориального департамента Министерства иностранных дел Украины, Посол по особым поручениям. Секретарь украинской части подкомитета по международному сотрудничеству украинско-российской межгосударственной комиссии.
С 2 июня 2015 по 26 апреля 2017 года — чрезвычайный и полномочный посол Украины в Кыргызской Республике.
В 2017—2018 годах — заместитель директора Департамента государственного протокола МИД Украины.
В 2018—2019 годах — заместитель директора Департамента международной безопасности МИД Украины.
В 2019—2020 годах — заместитель директора Департамента противодействия угрозам со стороны Российской Федерации МИД Украины.
С 14 апреля 2020 по 21 июля 2025 года — чрезвычайный и полномочный посол Украины в Республике Узбекистан.
16 сентября 2016 года — возглавляя украинскую делегацию на заседании Совета глав государств-участников СНГ в Бишкеке, Николай Дорошенко отметил незаконность аннексии Крыма в присутствии президента России Путина. Выступая перед президентами, в числе которых был и Путин, Николай Петрович указал на недопустимость председательства России в СНГ в 2017 году, как страны-агрессора, а также переписи населения в странах СНГ, которая планируется на 2020 год, если Автономная Республика Крым останется под оккупацией.
В ответ Путин заявил, что аннексия Крыма находится «в полном соответствии с международным правом и Уставом ООН». Как известно, в марте 2014 года, Генассамблея ООН осудила аннексию Крыма, оккупацию Россией полуострова поддержали только Северная Корея и Зимбабве. Большинство стран утвердили резолюцию, подтверждающую территориальную целостность Украины.

## Личная жизнь
Женат, имеет дочь. Владеет немецким языком.

## Дипломатический ранг
- Чрезвычайный и полномочный посланник первого класса
- Чрезвычайный и полномочный посол (22 декабря 2020)[11]